# Circuit Napoléon autour de Paris
 (juillet 2015).
Le circuit Napoléon autour de Paris est un circuit touristique, à l'intérieur et à proximité de la ville de Paris, qui comprend divers lieux et articles associés à Napoléon ou à l'histoire de la France à l'époque de Napoléon.

## Les indispensables
- Les Invalides : tombeau de Napoléon dans l'église du Dôme et Musée de l’armée
- Musée du Louvre (peintures, objets d’art), arc du Carrousel
- Rue de Rivoli, arcades et statues des maréchaux
- Musée de la légion d’honneur
- Musée Carnavalet (histoire de Paris)
- Colonne Vendôme
- Arc de triomphe, terminé par Louis-Philippe
- Panthéon
- Cimetière du Père-Lachaise, en particulier la 28e division (carré des Maréchaux)
- Hôtel Bourrienne, (visite en été et journées du patrimoine)

## En dehors de Paris
- Château de Malmaison, celui de Bois-Préau ainsi que l’église de Malmaison (tombes de Joséphine et d’Hortense)
- La Petite Malmaison est une demeure privée (visite en été)
- Château de Fontainebleau
- Musée napoléonien d’Art et d’Histoire militaires. 88 rue Saint-Honoré.(fermé dimanche et lundi). Uniformes, armes des Premier et Second Empires. Dioramas : La Revue du Carrousel et les Adieux de Fontainebleau
- Château de Rambouillet
- Château de Compiègne
- Musée de l’histoire de France (galerie des batailles) au château de Versailles (téléphoner avant pour connaître les heures d’ouverture)
- Château de Grosbois, demeure de Berthier
- Musée Davout à Savigny-sur-Orge. (gratuit, sur rendez-vous)

## Pour compléter la visite

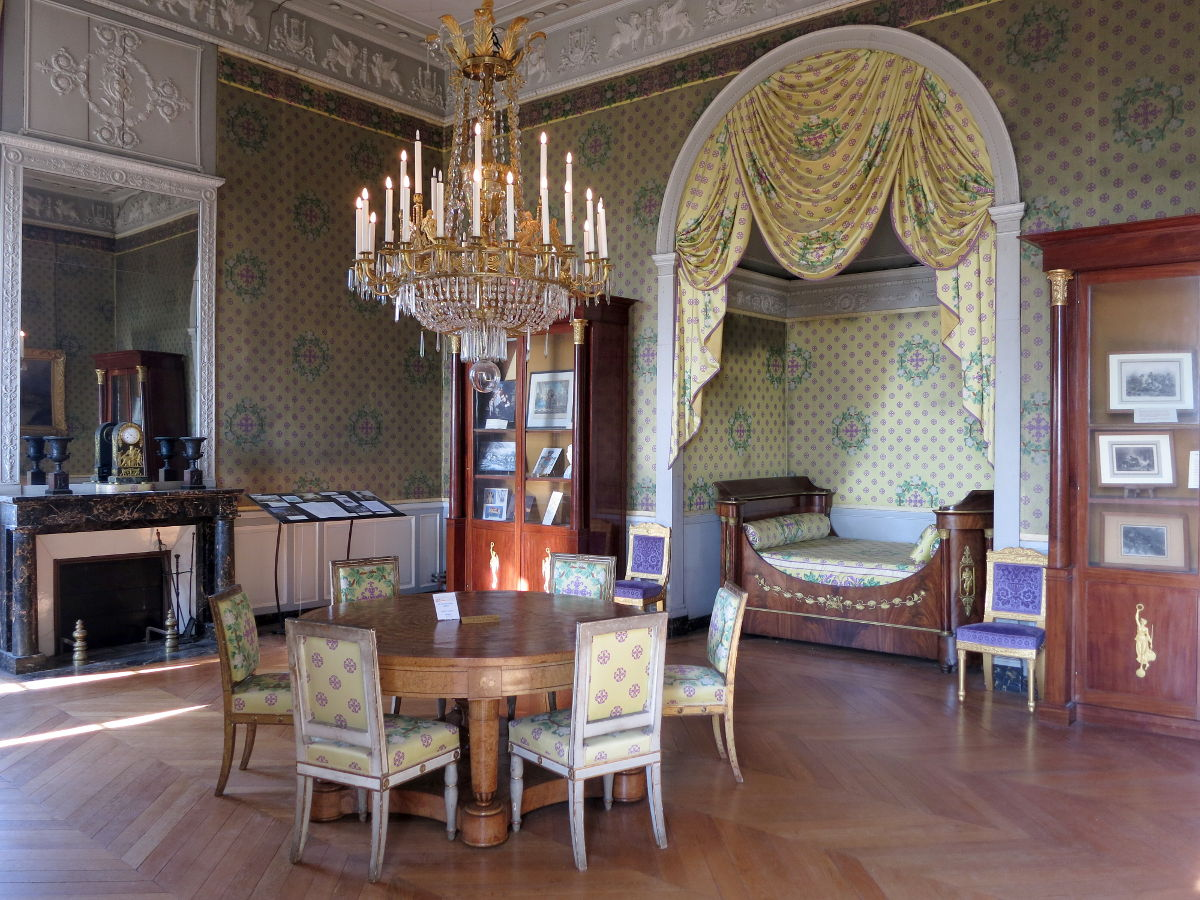
Chambre de Lannes à Maisons-Laffitte

- Le musée de l’évêché propose plusieurs vitrines sur le sacre de l’empereur
- Le musée municipal de Courbevoie consacre une petite salle au retour des cendres de Napoléon (visible seulement hors expositions)
- Château de Maisons-Laffitte (chambre du maréchal Lannes)